# Adhyasabhashya
Adhyasabhashya (Sanskrit, IAST: Adhyāsabhāṣya ou Adhyāsa Bhāṣya, devanāgarī : अध्यास भाष्य) est le préambule  du commentaire du  Brahmasūtrabhāṣya attribué à Ādi Śaṅkara. Il donne des indications pour mieux comprendre la métaphysique de l'Advaita Vedānta. Il fait aussi une exégèse de la théorie de la surimposition (adhyāsa) en relation avec avidyā.